# Збарский, Илья Борисович
Илья́ Бори́сович Зба́рский (при рождении Эольф Берович Збарский; 26 октября 1913, Каменец-Подольский — 9 ноября 2007, Москва) — советский и российский учёный, биохимик. Академик РАМН (АМН СССР (1986)). Доктор биологических наук, профессор.

## Биография
Родился 13 октября 1913 года в Каменец-Подольском  в семье биохимика Бера Элиевича Збарского и Фрейды Нафтуловны Збарской (1884—1971).
В 1930 году окончил Московскую опытно-показательную школу-коммуну имени Лепешинских с химическим уклоном: работал лаборантом в физико-химической лаборатории Института курортологии Наркомздрава СССР, где занимался химическим анализом минеральных вод. В 1935 году окончил зоологическое отделение биологического факультета Московского государственного университета имени М. Н. Покровского (кафедра физиологии животных).
Вспоминал, что «попал в мавзолей в качестве ассистента в 1934 году, когда мне был 21 год, за год до защиты мною диплома по специальности „физиолог“».
В 1936—1946 годах работал на кафедре биологической и аналитической химии 1-го Московского медицинского института: аспирант, ассистент, доцент. Преподавание биологической и аналитической химии Збарский сочетал с исследовательской работой в области биохимии. В 1942—1944 гг. заведовал (по совместительству) кафедрой естествознания Тюменского педагогического института и кафедрой общей химии Кубанского медицинского института в Тюмени. В тюменский период участвовал в сохранении тела В. И. Ленина, эвакуированного в Тюмень.
В 1946—1960 годах — заведующий биохимической лабораторией Государственного онкологического института имени П. А. Герцена: занимался исследованиями в области биохимии опухолей и биохимии клетки. Работал (совмещал в 1934—1952 г. г.) в Научно-исследовательской лаборатории при Мавзолее В. И. Ленина: сначала ассистентом, а затем старшим научным сотрудником.
С 1956 года работал в Институте морфологии животных имени А. Н. Северцова АН СССР (с 1967 года — Институт биологии развития имени Н. К. Кольцова АН СССР (РАН)): старшим научным сотрудником (1956—1960), заведующим лабораторией биохимии (1961—1989); с 1989 года — советник при дирекции института. Одновременно заведовал лабораторией биохимии Института медицинской радиологии АМН СССР в Обнинске, где проводил исследования в области радиационной биохимии клетки (1962—1964 г. г.); а также кафедрой медицинской биохимии Центрального института усовершенствования врачей в Москве, где организовал курсы по усовершенствованию преподавателей биохимии медицинских ВУЗов (1964—1967 гг.).
Направление научных исследований: биохимия клеточных структур, биохимия нуклеиновых кислот и белков, биология развития и биохимия опухолей.
В 1950-е годы — учёный секретарь, затем заместитель редактора отдела химии Большой медицинской энциклопедии. В 1963 году избран членом-корреспондентом АМН СССР, в 1986 — академиком АМН СССР.
Член Биохимического общества АН СССР (с 1956), учёный секретарь Президиума (1956—1962). Член президиума Общества клеточной биологии (с 2001).
Последние годы жил в Москве. Выпустил книгу мемуаров «Объект № 1».
Похоронен на Хованском кладбище (Северная территория, участок 236).

## Семья
Первая жена — Ирина Петровна Карузина (1914—1979).
Вторая жена — Майя Павловна Збарская (урождённая Орлова, 1928—?).
Сыновья — Алексей (род. 1947) и Дмитрий (1952—1979).

### Награды
- орден Трудового Красного Знамени (24.01.1944)
- орден Дружбы народов (25.10.1983)
- орден «Знак Почёта» (05.04.1939)
- медаль «За победу над Германией» (1945)
- медаль «За доблестный труд в Великой Отечественной войне» (1947)
- болгарская серебряная медаль «За науку и искусство» (1950)